# قرية لصات (الملاح)

تعديل مصدري - تعديل

قرية لصات هي إحدى قرى عزلة الملاح بمديرية الملاح التابعة لمحافظة لحج، بلغ تعداد سكانها 503 نسمة حسب تعداد اليمن لعام 2004.